# The Rise and Fall
Albums de Madness
Complete Madness
(1982) Madness
(1983)
Singles
1. Our House
Sortie : 12 novembre 1982
2. Tomorrow's (Just Another Day) / Madness (Is All in the Mind)
Sortie : 1er février 1983

The Rise and Fall est le quatrième album studio de Madness, sorti le 8 octobre 1982. 
Le titre Our House a connu un succès très important et s'est classé 7e au Billboard Hot 100.
L'album s'est classé 10e au UK Albums Chart. Il fait partie des 1001 albums qu'il faut avoir écoutés dans sa vie.

## Liste des titres
| 1. | Rise and Fall                 | Graham McPherson, Chris Foreman | 3:16 |
| 2. | Tomorrow's (Just Another Day) | Cathal Smyth, Michael Barson    | 3:10 |
| 3. | Blue Skinned Beast            | Lee Thompson                    | 3:22 |
| 4. | Primrose Hill                 | McPherson, Foreman              | 3:36 |
| 5. | Mr. Speaker (Gets the Word)   | McPherson, Barson               | 2:59 |
| 6. | Sunday Morning                | Daniel Woodgate                 | 4:01 |

| 1. | Our House                    | Foreman, Smyth     | 3:23 |
| 2. | Tiptoes                      | McPherson, Barson  | 3:29 |
| 3. | New Delhi                    | Barson             | 3:40 |
| 4. | That Face                    | McPherson, Foreman | 3:39 |
| 5. | Calling Cards                | Thompson, Foreman  | 2:19 |
| 6. | Are You Coming (With Me)     | Thompson, Barson   | 3:17 |
| 7. | Madness (Is All in the Mind) | Foreman            | 2:53 |

## Musiciens
- Graham « Suggs » McPherson : chant
- Mike Barson : claviers, harmonica
- Chris Foreman : guitares
- Lee Thompson : saxophones
- Daniel Woodgate : batterie
- Mark Bedford : basse, contrebasse
- Chas Smash : chœurs, trompette, chant sur Madness (Is All in the Mind)